# Fascinação
Fascinação (en español, Fascinación) fue una telenovela brasileña producida por el SBT (Sistema Brasileño de Televisión) y exhibida de 25 de junio a 6 de noviembre de 1998. Fue protagonizada por Regiane Alves, Marcos Damigo y Glauce Graieb, con dirección de Antonino Seabra y Henrique Martins y escrita por Walcyr Carrasco.

## Trama
La trama comienza en los años 30, Ana Clara es la hija de un lechero y está a punto de graduarse como maestra. En el baile de formatura, el afortunado Carlos Eduardo da Silva Prates se enamora de ella.
Sin embargo, la familia Silva Prates pasa por graves problemas financieros y la madre de Carlos, la ambiciosa Melânia, induce el hijo de casarse con Berenice, heredera de fincas en Uruguay. Clara acaba de quedar embarazada de Carlos Eduardo y los planes de Melânia puede no funcionar. Así, Melânia hace un trato con el gigoló Alexandre para acabar con la vida de Clara.
Alexandre pone Clara en un burdel y que termina prostituyéndo y sin su gran amor. Al mismo tiempo, Carlos se casa con Berenice y la vida de un matrimonio infeliz. El hijo de Clara nace con el nombre de Francisco. El bebé acaba robado de los brazos de su madre e vendido à una organización criminal.
Berenice se convierten en alcohólicos con el disgusto de su marido por el matrimonio y termina muriendo de cirrosis por culpa de Melânia. El guardián de la fortuna de Berenice, Manuel Gouveia, viene de Uruguay y descubre el plan para terminar con el romance de Carlos y Clara. Clara a ganar a su gran amor, recuperar a su hijo, y salir del boedel y de las manos de Alexander y Melânia.

## Elenco
| Actor / Actriz        | Personaje                        |
| --------------------- | -------------------------------- |
| Regiane Alves         | Ana Clara Gouveia Prates         |
| Marcos Damigo         | Carlos Eduardo da Silva Prates   |
| Glauce Graieb         | Melânia da Silva Prates          |
| Heitor Martinez       | Alexandre Ramos                  |
| Samantha Monteiro     | Berenice Vidigal da Silva Prates |
| Luís Carlos de Moraes | Manoel Gouveia                   |
| Mariana Ximenes       | Emília Gouveia                   |
| Caio Blat             | Gustavo da Silva Prates          |
| Lia de Aguiar         | Querubina                        |
| Myriam Mehler         | Guiomar                          |
| Blota Filho           | Renée                            |
| Gigi Monteiro         | Fifi                             |
| Ademir Zanyor         | Malaquias                        |
| Suzy Camacho          | Adelaide Bisutti                 |
| Airo Munhoz           | Francisco Bisutti                |
| Robson Loddo          | Padre Cirilo                     |
| Carolina Chalita      | Verónica "Vanni" Bisutti         |
| Breno Bonin           | José                             |
| Míriam Lins           | Irma                             |
| Malu Pessin           | Germana                          |
| Vera Kowalska         | Ada                              |
| Mauro Gorini          | Ernesto                          |
| Maria Mariana Azevedo | Danielli "Danni" Bisutti         |
| Lucimara Martins      | Nadir                            |
| Tadeu Menezes         | Tonho                            |
| Deborah Seabra        | Dulce                            |
| Adriana Ridolfi       | Madame Therèze                   |
| Rodrigo Couto         | Serafim                          |
| Luiz Arthur           | Otávio Passos                    |
| Eliane César          | Lindaura                         |
| Ivan de Almeida       | Dionísio                         |
| Amanda Defaveri       | Colete                           |